# Sólnetxnoie (Primórie)
|  | Per a altres significats, vegeu «Sólnetxnoie». |

Sólnetxnoie (en rus: Солнечное) és un poble del krai de Primórie, a l'Extrem Orient de Rússia, que en el cens del 2010 tenia 52 habitants. Pertany al districte rural de Dalnerétxenski.